# Christuskirche (Omsk)

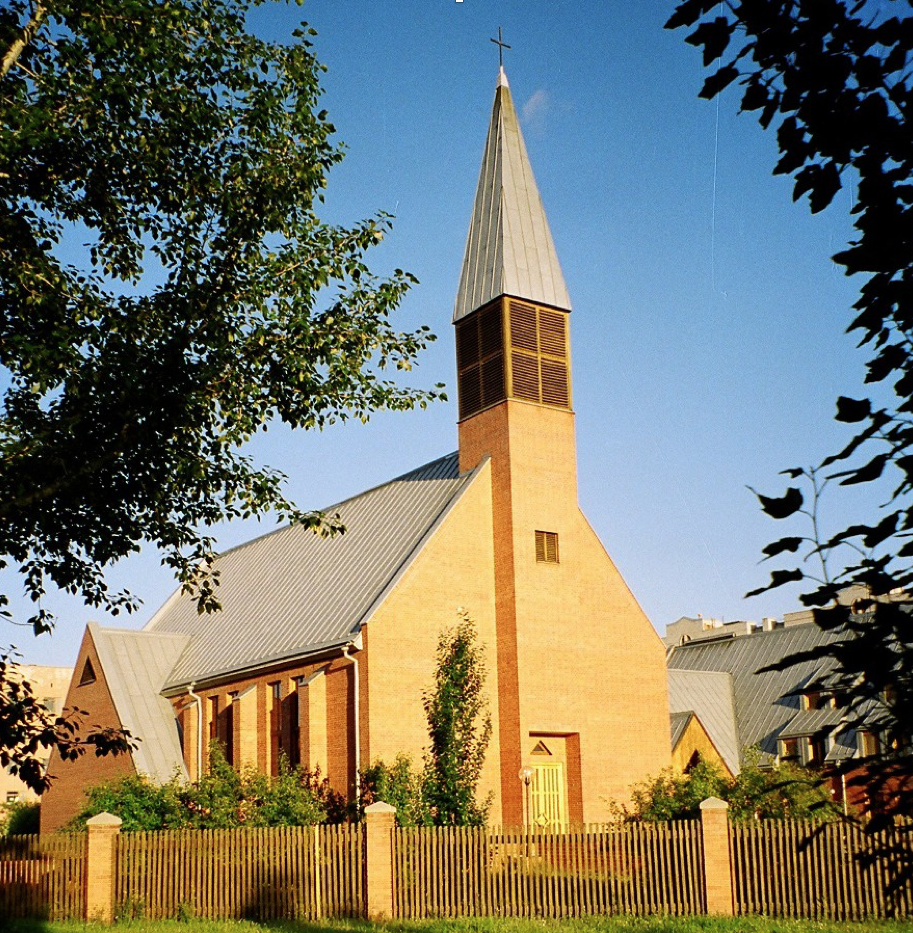
Kirchen- und Kulturzentrum Omsk

Die Christuskirche  in der westsibirischen Großstadt Omsk ist ein evangelisch-lutherisches  Gotteshaus mit angegliedertem Veranstaltungs- und Begegnungszentrum und Gästehaus der Kirchengemeinde. 
Die Gemeinde gehört zur Evangelisch-Lutherischen Kirche Ural, Sibirien und Ferner Osten, die im Christuskirchenzentrum ihren Sitz hat. Das 1994 eingeweihte Backstein-Bauwerk gehört zu den ersten Kirchenneubauten in Russland seit der Oktoberrevolution. 
Die vom Göttinger Architekten Hansjochen Schwieger entworfene Christuskirche wurde beim Allrussischen Architektenwettbewerb in Moskau 1996 mit dem 3. Preis ausgezeichnet. Die Baukosten von umgerechnet 2,5 Mio. Euro wurden aus Bundes- und Kirchenmitteln aufgebracht. Die Evangelisch-lutherische Landeskirche Hannovers, die 2002 einen Partnerschaftsvertrag mit der ELKUSFO geschlossen hat, verpflichtete sich zum Unterhalt.
Seit 2003 hat die Kirchengemeinde einen russischsprachigen Pastor. Es finden sowohl deutsch- als auch russischsprachige Gottesdienste sowie Bibelstunden und Deutschkurse statt.
Am 24. Oktober 2010 erfolgte in der Christuskirche die Amtseinführung des Bischofs Otto Schaude unter Anwesenheit des russisch-orthodoxen Metropoliten von Omsk.